# Monoceronychus muhlenbergiae
Monoceronychus muhlenbergiae är en spindeldjursart som beskrevs av James P. Tuttle och Baker 1964. Monoceronychus muhlenbergiae ingår i släktet Monoceronychus och familjen Tetranychidae. Inga underarter finns listade i Catalogue of Life.